# Paul Kunckel
Paul Kunckel (* 27. Juni 1844 in Groß Maraunen; † 7. März 1925 in Königsberg i. Pr.) war ein deutscher Richter und Kommunalbeamter in Ostpreußen.
Während seines Studiums wurde er 1863 Mitglied der Burschenschaft Germania Königsberg. Nach dem Jurastudium an der Albertus-Universität Königsberg wurde Kunckel Kreisrichter in Preußisch Holland und Mohrungen. 1882 trat er als hauptamtlicher Stadtrat in den Dienst der Stadt Königsberg. Von 1901 bis 1913 Bürgermeister, hatte er am Aufschwung unter Siegfried Körte und Theodor Krohne erheblichen Anteil. Als er nach 30 Jahren pensioniert wurde, verlieh ihm Königsberg die Ehrenbürgerwürde.
Kunckel starb durch einen Verkehrsunfall.